# Textové uživatelské rozhraní
Textové uživatelské rozhraní (anglicky Text User Interface, zkratka TUI) je uživatelské rozhraní, které představuje určitý mezistupeň mezi rozhraním příkazové řádky (CLI) a grafickým uživatelským rozhraním (GUI). Pracuje v textovém režimu (textový terminál), kdy je obrazovka pevně rozdělena na rastr (sloupce a řádky), přičemž do každé pozice je možné zobrazit nejvýše jeden znak z předem dané množiny (ASCII, EBCDIC a podobně).
Pomocí speciálních znaků (části rámečků, ukazatel myši) jsou sestaveny podobné ovládací prvky, jako v GUI, takže prostředí obsahuje okna, menu, tlačítka, posuvníky, rolovací seznamy a další prvky obvyklé v GUI.

## Příklady textových rozhraní

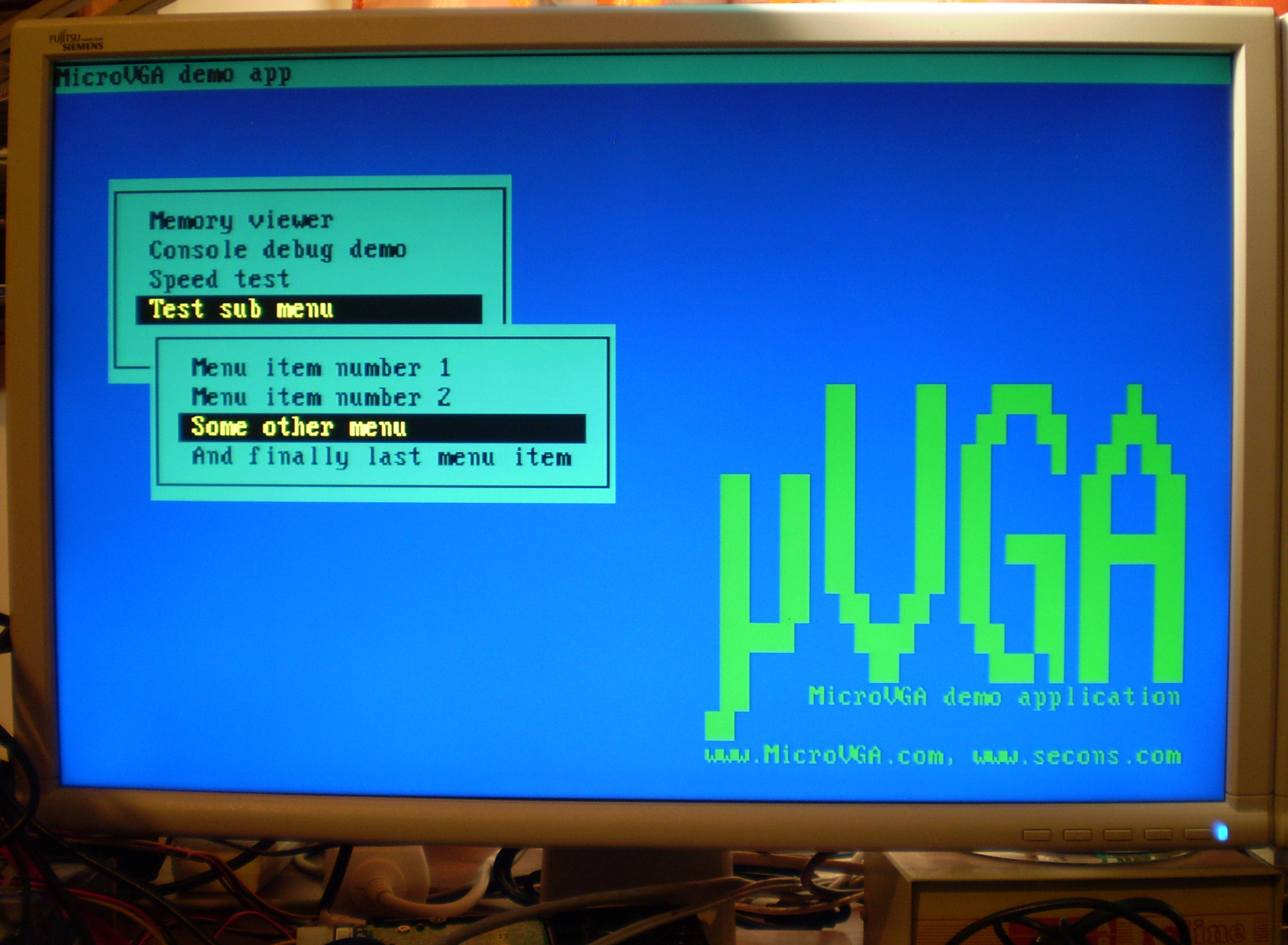
Embedded systém používající textové rozhraní

Programy s TUI byly běžné v operačním systému DOS (např. souborový manažer Norton Commander, vývojové prostředí Turbo Pascal, jednoduchý textový editor edit.com a mnoho dalších).
V unixových operačních systémech například souborový manažer Midnight Commander, internetové prohlížeče Links a Lynx či textový editor Vim. Pro vytváření programu s TUI se na unixových systémech často používá knihovna curses či její svobodná implementace ncurses.
Mimo počítače se nejsnadněji setkáme s textovým uživatelským rozhraním u teletextu v běžné televizi, případně v moderních embedded systémech. Výpočetní i paměťové hardwarové nároky u embedded systémů jsou díky specializovaným integrovaným obvodům nebo modulům velmi malé.

## Alternativy
Kromě textových uživatelských rozhraní existují i jiná:
- grafické uživatelské rozhraní (s menu, tlačítky a myší)
- příkazový řádek (příkazy se zadávají jejich zapsáním pomocí klávesnice)
- braillský řádek
- hlasová rozhraní a další